# Callirhoe scabriuscula
Callirhoe scabriuscula là một loài thực vật có hoa trong họ Cẩm quỳ. Loài này được B.L.Rob. mô tả khoa học đầu tiên năm 1897.